# Beldings grondeekhoorn
De Beldings grondeekhoorn (Urocitellus beldingi)  is een zoogdier uit de familie van de eekhoorns (Sciuridae). De wetenschappelijke naam van de soort werd voor het eerst geldig gepubliceerd door Clinton Hart Merriam in 1888.

## Voorkomen
De soort komt voor in de Verenigde Staten.